# Styckmordet på Gabriel Kisch
Styckmordet på Gabriel Kisch var ett styckmord som ägde rum i Stockholm i november 1998. Gabriel Kisch var vid sin död 81 år gammal. Hans hustru Maria Kisch, född 1953 i Timisoara i Rumänien, dömdes år 2000 till livstids fängelse för mordet.

## Bakgrund
Gabriel Kisch föddes i Rumänien 1917 och kom så småningom till Sverige. Han var gift men blev änkling 1993. 1997 var han på tillfälligt besök i Rumänien och träffade den då 44-åriga Maria som följde med Gabriel till Sverige där de inom kort gifte sig.

## Mordet
Den 30 november 1998 upptäckte flera personer något som visade sig vara likdelar i vattnet vid Söder Mälarstrand i centrala Stockholm. Fallet väckte stor uppmärksamhet, och inom en vecka påträffades ytterligare kroppsdelar, bland annat ett huvud med olika typer av skador och tecken på att ha blivit upphettat. Polisen lät göra och publicera en avtecknad bild av huvudet. Fantombilden igenkändes bland annat av en son till Gabriel Kisch, och med hjälp av tandröntgenbilder kunde huvudet identifieras.
Misstankarna riktades snabbt mot Gabriel Kischs hustru Maria Kisch som lämnat landet, och husrannsakan och noggrann teknisk undersökning genomfördes av makarna Kischs lägenhet i Bandhagen i södra Stockholm. Lägenheten var minutiöst rengjord, men vissa fynd av hårstrån och DNA kunde göras i köksugnen.
Maria Kisch greps senare och häktades misstänkt för mord. Hon nekade hela tiden till att ha med dödsfallet att göra, men hade svårt att ge rimliga förklaringar till olika fynd och observationer. Hon friades i tingsrätten men fälldes senare i hovrätten.
Hovrätten fann att den sammantagna bilden talade för att den 81-årige Gabriel Kisch mördats av Maria Kisch. Den tekniska undersökningen av parets lägenhet talade starkt för att både mordet och styckningen hade skett där, och att styckningen hade sexualsadistiska inslag. Det var också klarlagt att hans huvud utsatts för värmepåverkan. Hovrätten bedömde det som ytterst osannolikt att mannen av en slump skulle råkat ut för en rånmördare, som dessutom styckat kroppen på ett sexualsadistiskt sätt.
Den 29 november 2000 dömde Svea hovrätt Kisch till livstids fängelse och utvisning för mord. Hon överfördes efter 4 år till rumänskt fängelse, där hon efter totalt elva år i fängelse släpptes fri 2011.